# ローニョ
ローニョ（伊: Rogno  ( 音声ファイル)）は、イタリア共和国ロンバルディア州ベルガモ県にある、人口約3,800人の基礎自治体（コムーネ）。

## 地理

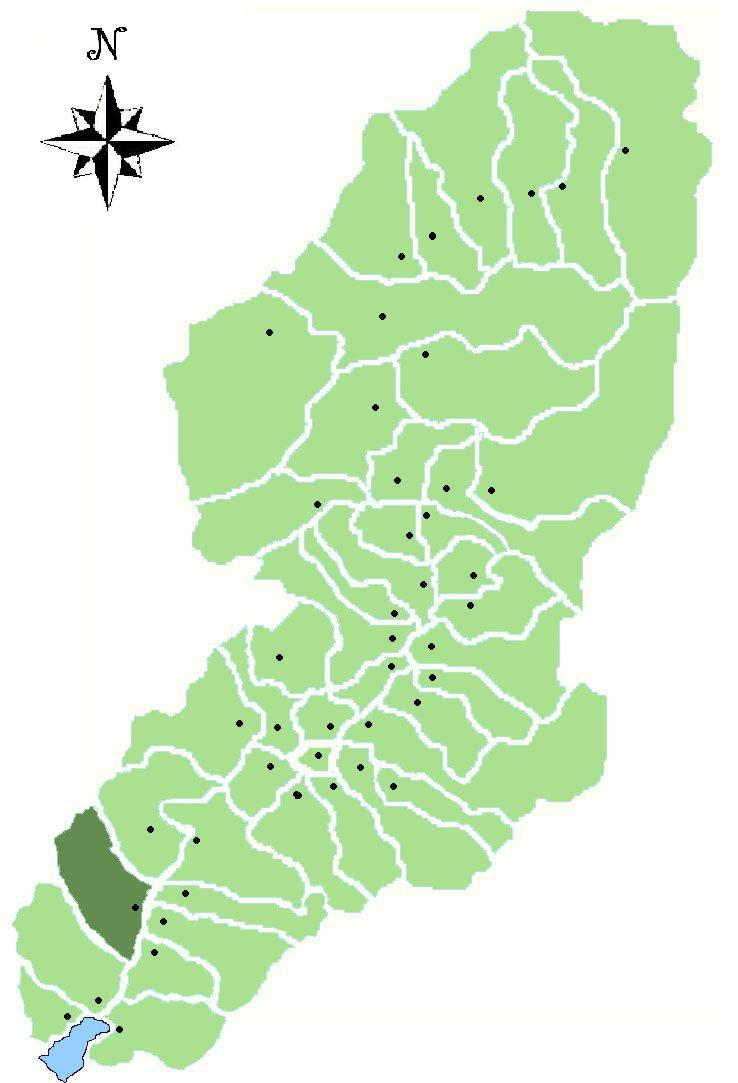
ヴァル・カモニカにおけるコムーネの領域

### 位置・広がり
ベルガモ県東部のコムーネ。ブレシアから北へ36km、県都ベルガモから東北東へ40km、州都ミラノから東北東へ85kmの距離にある。

#### 隣接コムーネ
隣接するコムーネは以下の通り。括弧内のBSはブレシア県所属を示す。
| - アンゴロ・テルメ (BS) - アルトーニェ (BS) - カスティオーネ・デッラ・プレゾラーナ - コスタ・ヴォルピーノ - ダルフォ・ボアーリオ・テルメ (BS) - ピアン・カムーノ (BS) - ソンガヴァッツォ |

### 地震分類
イタリアの地震リスク階級 (it) では、3 に分類される
。

## 行政

### 山岳部共同体
広域行政組織である山岳部共同体「ラーギ・ベルガマスキ山岳部共同体」  (it:Comunità montana dei Laghi Bergamaschi)  （事務所所在地：ローヴェレ）を構成するコムーネである。

### 分離集落
ローニョには、以下の分離集落（フラツィオーネ）がある。
- Bessimo Inferiore, Castelfranco, Monti, San Vigilio

## 姉妹都市
- クラヴェザーナ、イタリア